# Eunicea sparsiflora
Eunicea sparsiflora är en korallart som beskrevs av Kunze 1916. Eunicea sparsiflora ingår i släktet Eunicea och familjen Plexauridae. Inga underarter finns listade i Catalogue of Life.